# Smoky Mo
Smoky Mo, de son nom civil Aleksandr Aleksandrovich Tsykhov (russe : Алекса́ндр Алекса́ндрович Ци́хов ; né le 10 septembre 1982 à Léningrad, en URSS), est un rappeur russe.

## Biographie
En 2001, il remporte le festival Rap Music au sein du crew Династия Ди. En 2004, Smoky Mo signe avec le label Respect Production, qui produit des crews de rap comme Kasta et Ю.Г., et acceptent de sortir un album. Un disque intitulé « Кара-Тэ » est sorti au printemps de la même année et a reçu des réactions positives.
L'album Время Тигра, le quatrième consécutif, est publié par le label MadStyleMusic soutenu par Soyuz Music au début du mois de mai 2011.
Le 11 juin 2013, Smoky Mo publie son cinquième album Младший avec les artistes Glukoza, Basta et Тати.
En 2016, avec Zloi Negr, Smoky Mo sort la mixtape Доспехи бога en featuring avec Пика, Яникса, D.masta, Slava KPSS et Loc-Dog, dans laquelle il sert principalement de beatmaker.
En 2018, il participe en tant que mentor au Versus Battle (ru) Fresh Blood 4 : Война стилей.

## Discographie
- 2004 : Кара-Тэ
- 2006 : Планета 46
- 2010 : Выход из темноты
- 2011 : Время Тигра
- 2013 : Младший
- 2015 : Баста/Смоки Мо
- 2017 : День третий
- 2018 : День первый
- 2019 : Белый блюз
- 2019 : Стейкхаус
- 2022 : TripSet
- 2023 : Alpha
- 2023 : Смоки Мо/GUF
- 2023 : GRIMEY